# Johanna Cornelia Wattier
Johanna Cornelia Wattier, later Ziesenis-Wattier (Rotterdam, gedoopt 13 april 1762 – Voorburg, 23 april 1827) was een Nederlands toneelspeelster en theaterdirecteur van Franse afkomst, die aanvankelijk in Rotterdam, later vooral in Amsterdam furore maakte. Ziezenis-Wattier wordt gerekend tot de grootste actrices van Nederland. Met haar collega's Andries Snoek en Theo Majofski was ze het boegbeeld van het classicistische toneel, dat in deze periode tot grote bloei kwam. Haar populariteit onder alle lagen van de bevolking was enorm. Napoleon Bonaparte noemde haar "de grootste tragédienne van Europa".

## Biografische schets

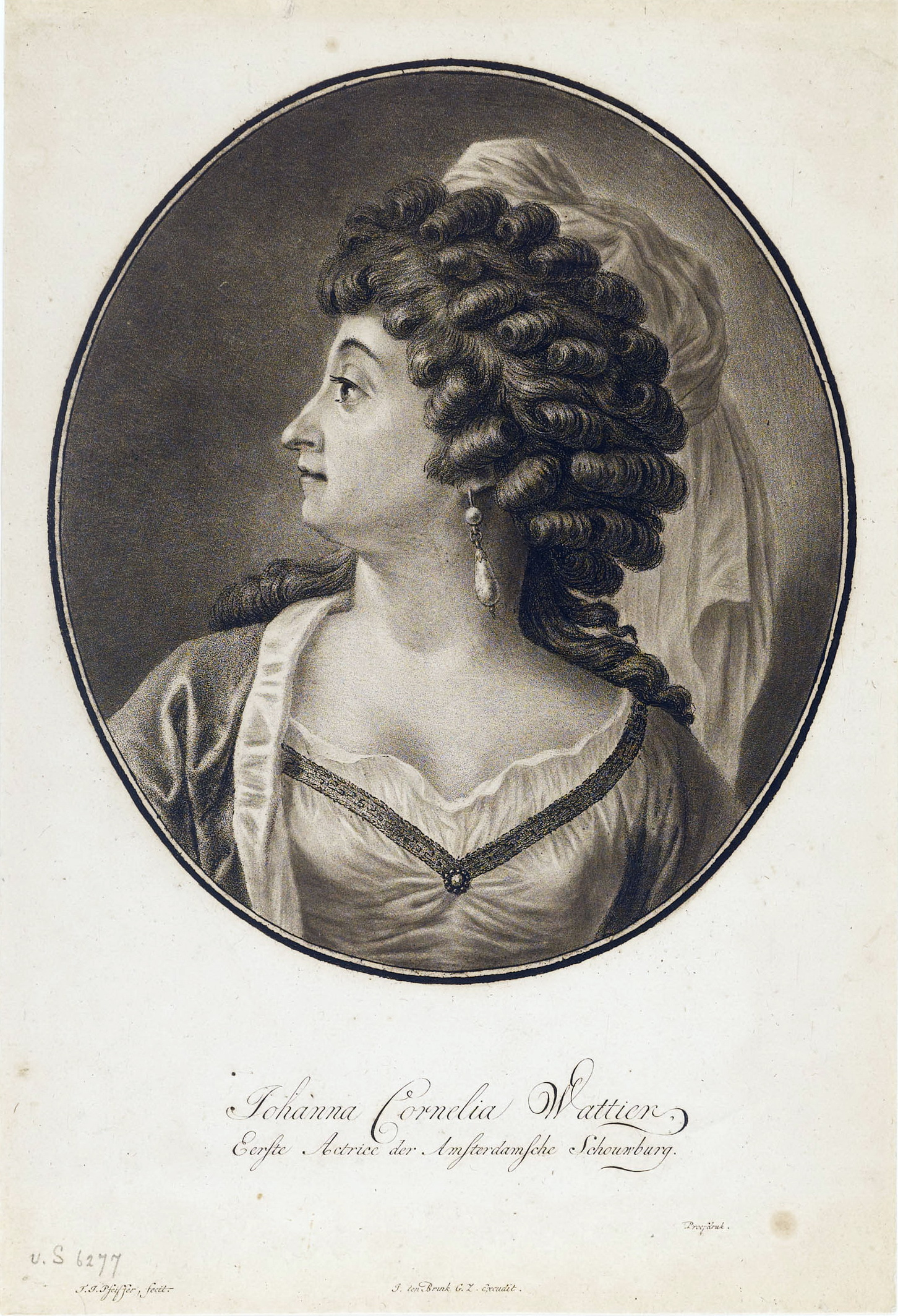
Wattier op 18-jarige leeftijd als "eerste actrice" (F.J. Pfeiffer jr., 1780)

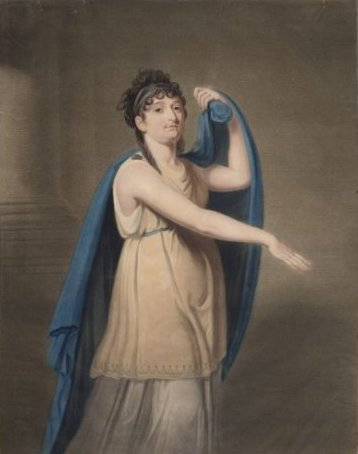
Wattier als Epicharis (C.H. Hodges, 1805)

Johanna Cornelia Wattier werd in 1762 in Rotterdam geboren als dochter van de Franse balletleraar Jean Baptiste Wattier en zijn vrouw Anna Cornelia de Bourghelles de la Vacquerie. Al op jonge leeftijd danste en acteerde ze, evenals haar oudere zus, Maria Anna, en haar twee broers, Wijnand Jacques en Jean Jacques.
In 1778 debuteerde ze op 15-jarige leeftijd bij de theatervernieuwer Marten Corver aan de Rotterdamse Schouwburg. Twee jaar later volgde haar eerste optreden in de Stadsschouwburg van Amsterdam, waar ze al na een paar jaar eerste toneelspeelster werd. Haar tegenspelers waren onder anderen Ward Bingley, die getrouwd was met haar zus Maria Anna Wattier, en Andries Snoek. Met name haar waardige vertolking van klassieke treurspelen bracht het publiek tot euforie. De toneelcriticus Haug schreef over haar: "Hare verschijning op het tooneel is het sein tot een donderend handgeklap, dat allengs toeneemt, naarmate zij in de gelegenheid is hare talenten meer of minder te doen merken, en dat eindelijk tot woeste zinneloosheid overgaat". In 1808 bedroeg haar jaarsalaris 4000 gulden, waarmee zij de best betaalde actrice van haar tijd was.
In 1806 speelde zij in Parijs voor Hortense de Beauharnais, de echtgenote van koning Lodewijk Napoleon, die haar zeer bewonderde. In 1811, bij het bezoek van Napoleon Bonaparte aan Amsterdam, speelde Wattier de rol van Phaedra in de gelijknamige Griekse tragedie. Haar tegenspeler was de Franse steracteur François-Joseph Talma. Wattier speelde haar rol in het Nederlands en Talma in het Frans. Zowel de keizer als Talma waren zeer onder de indruk van haar spel. Napoleon benoemde haar nog diezelfde avond tot pensionaire van het Théâtre-Français, met een jaargeld van 2000 francs. In hetzelfde jaar werd ze, samen met Andries Snoek en Theo Majofski, benoemd tot mededirecteur van de Amsterdamse schouwburg.
Johanna Wattier was in 1801 getrouwd met de architect en beeldhouwer Bartholomeus Ziesenis. Een jaar later kreeg het echtpaar een zoon, maar het kind overleed al na drie maanden. In 1815 nam ze als actrice afscheid van het Amsterdamse toneel, mede doordat ze met haar man, die benoemd was tot hofarchitect van koning Willem I, naar Den Haag verhuisde. Wel bleef ze tot 1819 betrokken bij de leiding van de Amsterdamse schouwburg. In Den Haag trad ze slechts incidenteel op met het gezelschap van Bingley, dat sinds 1813 vaste bespeler was van de Nieuwe Haagsche Schouwburg. Na het overlijden van haar man in 1820 raakte ze in behoeftige omstandigheden en keerde daarop naar Amsterdam terug. Ze werd in huis genomen door het acteursechtpaar Dirk Kamphuijzen en Anna Maria Snoek (een jongere zus van Andries Snoek). Door toedoen van enkele bewonderaars ontving zij daarna van de stad Amsterdam een jaargeld van 1200 gulden.
Tot 1824 bleef Ziezenis-Wattier incidenteel toneelspelen, maar in 1825 trok zij zich definitief terug uit het openbare leven. Ze verhuisde naar Voorburg, waar ze twee jaar later overleed. Bij de begrafenis in de Grote of Sint-Jacobskerk in Den Haag op 28 april 1827 namen meer dan duizend aanwezigen afscheid van haar.

## Belangrijke rollen

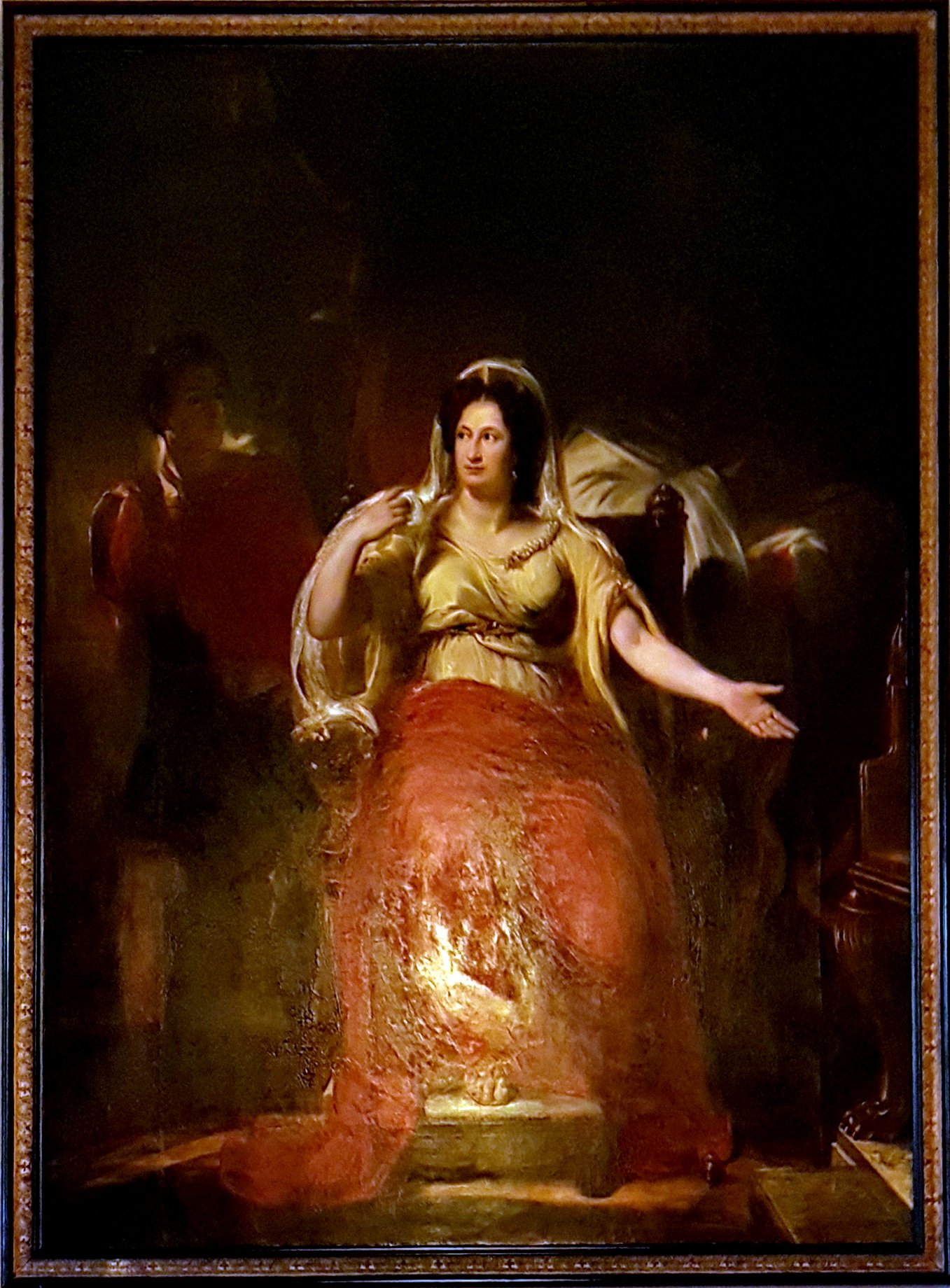
Wattier als Agrippina, in Racine's Britannicus

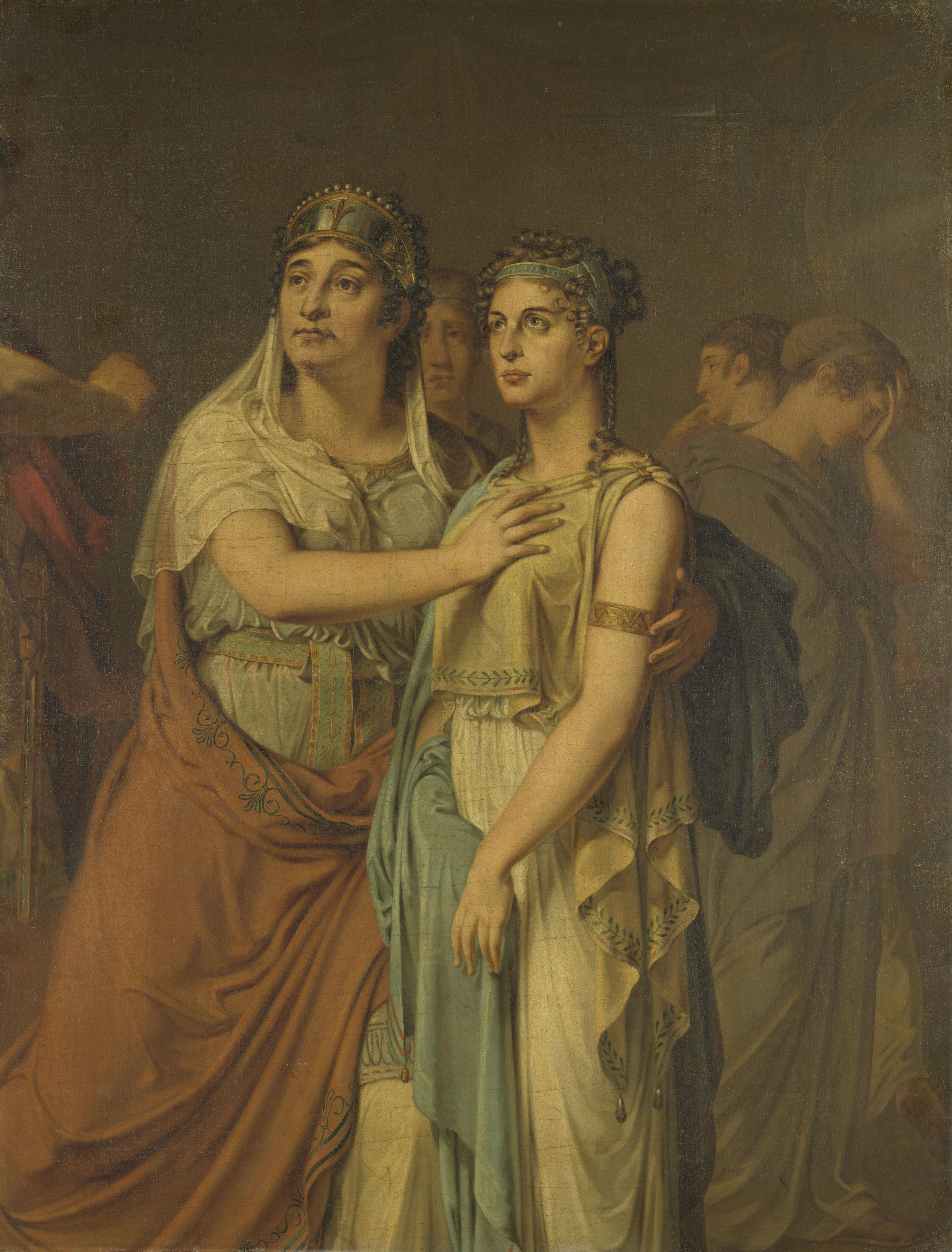
Wattier met haar opvolgster Geertruida Jacoba Hilverdink in Racine's Iphigenia

Enkele van de vele treurspelrollen die Johanna Wattier vertolkte (in alfabetische volgorde):
- Agrippina, in Racine's Britannicus
- Badeloch, in Vondels Gijsbrecht van Aemstel
- Clytaemnestra, in Racine's Iphigenia
- Elfride, in Elfride van F.J. Bertuch, vertaald door P.J. Kasteleyn
- Epicharis, in Legouvé's Epicharis en Nero, vertaald door P.J. Uylenbroek
- Fredegonde / Lady Macbeth, in Shakespeares Macbeth, vertaald door P. Boddaert, naar J.-F. Ducis
- Jacoba, in Jacoba van Beieren van J. de Marre
- Margaretha, in Aleid van Poelgeest van Willem Haverkorn
- Maria, in Maria van Lalain van Jan Nomsz (met Ward Bingley in 1818, Bingley's laatste rol)
- Meropé, in Voltaires Meropé, vertaald door P.J. Uylenbroek
- Phaedra, in Racine's Phaedra.

## Nalatenschap
Johanna Wattier gold in de periode van het neoclassicisme als schoonheidsideaal. Haar uiterlijk werd vergeleken met de Venus de Medici, een marmeren sculptuur uit de klassieke oudheid. Diverse lofdichten roemen zowel haar uiterlijk als haar acteertalent. Tot haar bewonderaars behoorden de romanschrijfsters Betje Wolff en Aagje Deken, de dichter Johannes Kinker, de rechtsgeleerde Maurits Cornelis van Hall en de hoogleraar Matthijs Siegenbeek. Tot haar leerlingen worden gerekend de actrices Maria Francisca Bia, Christina Elisabeth da Silva en Jacoba Maria Majofski. Wattiers gedoodverfde opvolgster was Geertruida Jacoba Hilverdink, die echter nooit dezelfde status wist te bereiken.
Van haar zijn diverse geschilderde, gegraveerde en getekende portretten bewaard gebleven (o.a. van Charles Howard Hodges, Johan Bernard Scheffer en Jan Willem Pieneman), waarvan er zich vijf in de portrettengalerij van de Stadsschouwburg Amsterdam bevinden. Een marmeren portretbuste van de beeldhouwer Paulus Joseph Gabriël bevindt zich in de collectie van het Rijksmuseum Amsterdam.
De Zieseniskade in Amsterdam, aan de zuidzijde van de Lijnbaansgracht tussen het Leidseplein en de Spiegelgracht, is sinds 1875 naar haar genoemd.